# Comuna Iastrubenka, Brusîliv
Iastrubenka (în ucraineană Яструбеньківська сільська рада) este o comună în raionul Brusîliv, regiunea Jîtomîr, Ucraina, formată din satele Dubrivka, Iastrubenka (reședința) și Iastrubnea.

## Demografie
Componența lingvistică a satului Iastrubenka
     Ucraineană (98,67%)
     Alte limbi (1,33%)
Conform recensământului din 2001, majoritatea populației satului Iastrubenka era vorbitoare de ucraineană (98,67%), existând în minoritate și vorbitori de alte limbi.